# Qanbus

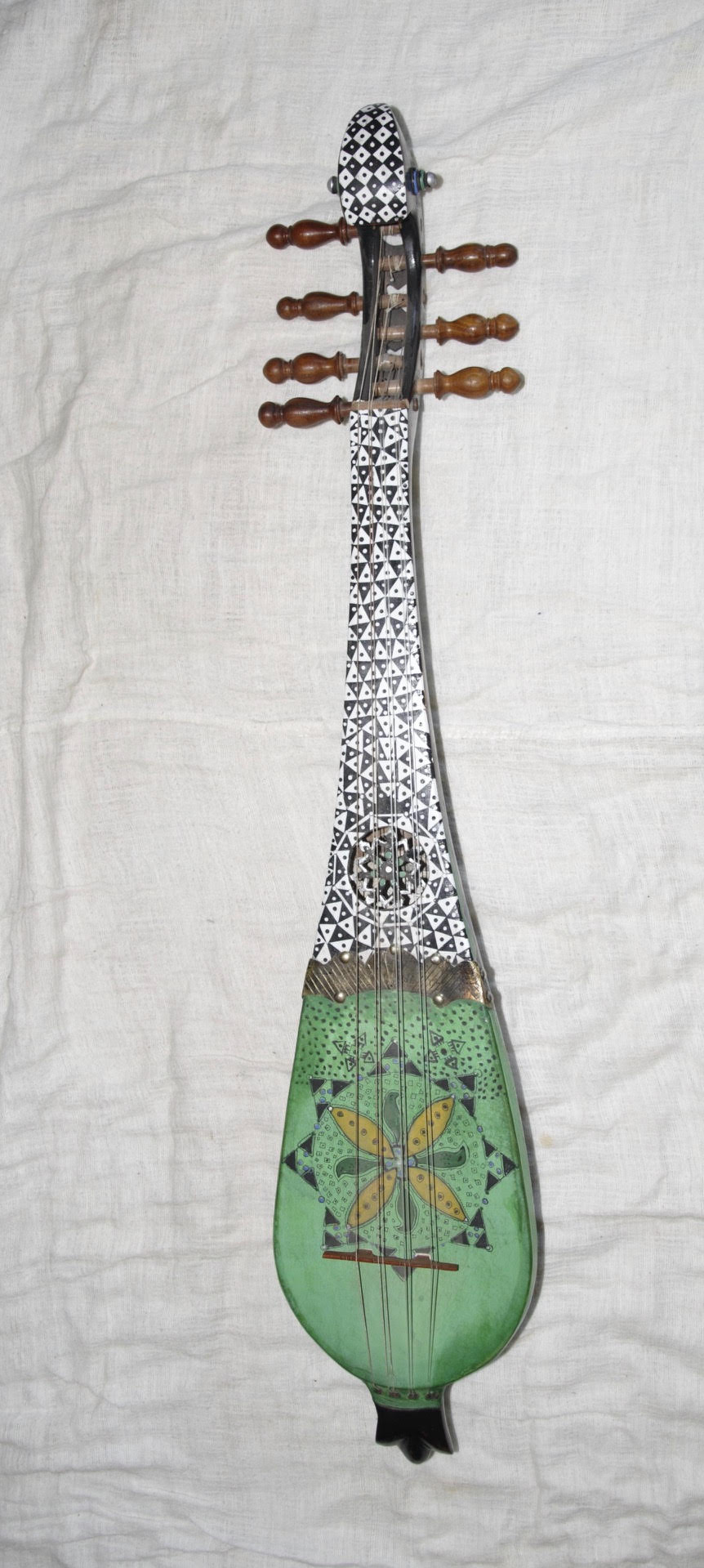
Jemenitischer qanbus mit drei Doppelsaiten und einer einzelnen Saite

Qanbus (arabisch القنبوس, DMG al-qanbūs), auch qabus, ʿud ṣanʿānī, ṭarab, turbī, ist eine nur noch selten gespielte birnenförmige Schalenhalslaute in der jemenitischen Musik. Der qanbus mit vier einzelnen Saiten oder drei Doppel- und einer einzelnen Saite war das gebräuchlichste Melodieinstrument, mit dem Sufi-Musiker in Sanaa ihre poetischen Lieder begleiteten. Spätestens im 15. Jahrhundert gelangte der qanbus mit arabischen Händlern nach Südostasien, wo er als gambus Melayu bekannt ist. In seinem Heimatland wurde das viersaitige Instrument mit den sanften Tönen von der arabischen Knickhalslaute ʿūd nahezu verdrängt.

## Herkunft und Verbreitung
Namens- und formverwandt im arabischen und nordafrikanischen Raum sind die gabbus (gambusi) von Sansibar und die Komoren-Laute gabusi. Die kabosy von Madagaskar ist eine einfache Kastenhalslaute mit drei bis fünf Saiten. In Saudi-Arabien heißt eine Laute gabus und im Oman gabbus (qabbūṣ). Sie ähneln der an der Swahiliküste gespielten kibangala. Nach Curt Sachs sollen diese schmalen Zupfinstrumente auf Vorformen der bundlosen türkischen Lauten kopuz (kobuz) in Kirgistan und qūbūz (qāwūz) in Usbekistan zurückgehen und mit den Türken im Mittelalter ins Land gekommen sein.
Die Konsonantenwurzel q-n taucht in semitischen Sprachen häufig im Zusammenhang mit Musik auf. Spätestens im 15. Jahrhundert gelangten das Wort qanbus und der Instrumententyp mit arabischen Händlern, von denen viele aus der südostjemenitischen Region Hadramaut stammten, nach Südostasien, wo sich zwei unterschiedliche Lautentypen zusammen mit dem Islam über die Malaiische Halbinsel, und weiter nach Sumatra, Borneo und Sulawesi ausbreiteten. Beide Lauten werden in der malaiischen Sprache gambus genannt. Der vom jemenitischen Qanbus abstammende birnenförmige Typ heißt gambus Melayu, zur Unterscheidung von der rundbauchigen Laute gambus Hadramaut, deren Form von einem Typ des alten persischen Saiteninstruments barbaṭ abstammt, das für den arabischen ʿūd Vorbild war. Jemenitische Emigranten verbreiteten das Instrument auch entlang der ostafrikanischen Küste. Ein Namensbezug zu den mittelalterlichen europäischen Gamben klingt zwar einleuchtend, ist aber nicht gesichert.

## Bauform

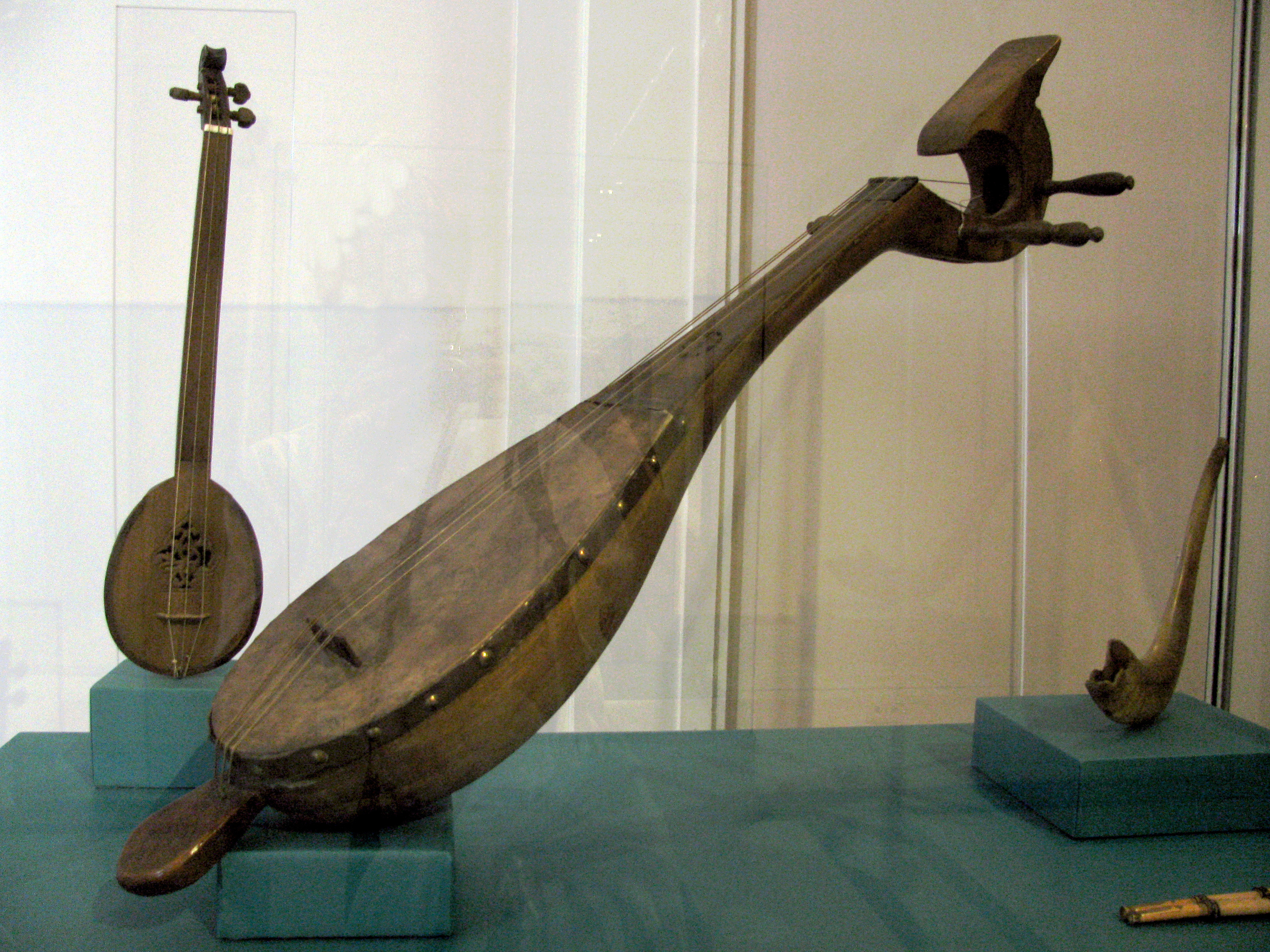
Qanbus mit drei Saiten im Kunsthistorischen Museum in Wien. Bild ohne Herkunftsangabe

Der Korpus wird aus einem Stück Aprikosenholz oder Abrus bottae (arabisch ṭunub, Gattung Abrus) ausgehöhlt und wie bei allen Instrumenten dieses Typs anstelle der Decke mit einer Ziegenhaut (Pergament) bespannt. Ähnlich wird auch das afghanische rubāb hergestellt; im Unterschied zu diesem ist der qanbus nicht tailliert, sondern geht vom Korpus allmählich in einen schlanken Hals über, der in einem C-förmig nach unten gebogenen Wirbelkasten endet. Die Hautbespannung sorgt für einen weichen, an Obertönen reichen Klang. Die Haut ist grün oder blau eingefärbt. Die Gesamtlänge des qanbus beträgt zwischen 78 und 85 Zentimetern, die Breite des Schallkörpers 18 bis 21 Zentimeter, der Boden ist mit 11 bis 14 Zentimetern sehr flach. Bei wertvollen Instrumenten ist der bundlose Hals mit Intarsien verziert.
Das Instrument hat vier Saiten, drei davon sind Doppelsaiten, die tiefste Saite links außen ist einzeln. Sie werden an vier und drei gedrechselten hölzernen Wirbeln festgemacht, die sich waagrecht gegenüberliegen. Die Saiten werden mit einem Plektrum aus einer Adlerfeder angeschlagen. Die Namen der Saiten und ihre Stimmung, beginnend bei der tiefsten einzelnen Saite: C 1, arabisch al-hāziq („die Enge“). Die folgenden Doppelsaiten heißen: D 1, al-wāsit („die Mittlere“); G 2, ar-raḥīm („die Gnädige“) und C 2, al-ǧarr („die Ziehende“). Der Tonumfang beträgt 1,5 Oktaven.
Die Einführung des arabischen ʿūd in der ersten Hälfte des 20. Jahrhunderts brachte einige technische Verbesserungen für den Qanbus und für den ʿūd Angleichungen der Spielweise an die lokalen Stile.

## Musikalische Tradition
Der qanbus ist eng mit der im jemenitischen Umgangsarabisch gesungenen Poesie Homaynī verbunden, die im 14. und 15. Jahrhundert in der kulturellen Blütezeit während der Rasulidendynastie in Taizz und Zabid entstand und öffentlich aufgeführt wurde. Vor dem puritanischen Kulturbegriff der folgenden Jahrhunderte setzte sich die Musik als intimer werdende Kunstform ab, die nur noch in einem kleinen, aristokratischen Kreis vorgetragen wurde. In Sanaa erhielt der qanbus den Beinamen ʿud ṣanʿānī in der um 1900 entstandenen Liedgattung al-ghināʾ al-Ṣanʿānī, bei welcher Sufi-Musiker sich meist auf der Laute oder auf dem Kupferteller sahn nuhasi begleiteten.
Der traditionelle Musiker heißt Mughannī, wörtlich „Sänger“. Innerhalb der Homaynī-Tradition haben sich mehrere musikalische Regionalstile entwickelt, so war der qanbus auch bis Anfang des 20. Jahrhunderts in der Küstenstadt Aden ein gefragtes Begleitinstrument. Daneben diente in Aden die fünfsaitige Leier simsimīyah als Melodiebegleitung. Genauso wie der qanbus durch den ʿūd wurde die dortige Stachelgeige rabābah später durch die moderne Violine (kamān) ersetzt. Die beiden alten Saiteninstrumente waren auch im Hadramaut bekannt. Von 1948, dem Jahr der Machtergreifung des reaktionären Imams Ahmad ibn Yahya, bis 1955 bestand in Sanaa ein Musizierverbot. Die meisten Musiker waren in dieser Zeit nach Äthiopien, Dschibuti oder in den Südjemen geflohen, wo sie zur Entwicklung eigener Stile beitrugen. 1956 wurde in Sanaa die erste Radiostation eröffnet.
Im ʿAdanī-Stil von Aden, der sich in den 1940er Jahren als jemenitisch-somalische Mischung mit einem starken Einfluss von neuerer ägyptischer Musik gebildet hatte, wurde bald der moderne ʿūd genauso eingeführt wie im Laḥǧī-Stil in der südjemenitischen Provinz Lahag nördlich von Aden. Größerer Tonumfang und Lautstärke wurden als Vorteile des ʿūd gegenüber qanbus und rabābah gesehen. Die Tradition des Mughannī, des poetischen Sängers, der sich von qanbus oder sahn nuhasi begleiten lässt, wird nur noch von wenigen älteren Männern aufrechterhalten.
Die meisten Melodien der Ṣanʿānī-Musikgattung stehen im arabischen Maqam Rast oder im türkischen Maqam Uşşak (ʿushshāq). Es gibt zwar keine spezielle Rhythmustheorie, dennoch haben viele Rhythmuszirkel eigene Namen. Für die al-ghināʾ al-Ṣanʿānī sind elf und sieben Takte typisch, beide heißen dasʿa („Schritt“). Erstrebtes Ziel der Musiker ist eine Annäherung zwischen Musikinstrument und der menschlichen Stimme, wobei die musikalische Sprache die Poesie unmittelbar zum Ausdruck bringen soll.

## Diskografie
- Hasan al-Ajami, Gesang und qanbus; Mohammed al-Khamisi, sahn nuhasi: The Singing of Sana’a. Yemen. Ocora Radio France, 9488171422, März 2008
- Hasan al-Ajami, Gesang und qanbus; Ahmed Ushaysh, sahn nuhasi: Le chant de Sanaa. Institute du Monde Arabe, 321029, März 1998